# Монревель, Антуан де Лабом
Антуан де Лабом (фр. Antoine de la Baume; 28 июня 1557, Марбо (Франш-Конте) —  1595, Везуль), граф де Монревель, маркиз де Сен-Мартен-ле-Шатель — государственный и военный деятель Савойи и Испанской империи.

## Биография
Сын Франсуа де Лабома, графа де Монревеля, и Франсуазы де Лабом.
Барон де Марбо, Фуасья, сеньор де Бонрепо, Пем, Мон-Сен-Сорлен, Абержеман, Сент-Этьен-дю-Буа, Нанкиз, Монмартен, Сикон, Презийи, Сент-Этьен-су-Рессуз, Лулан, Бургиньон, Эн-Аньер, Корлау, Сен-Жюльен, Иньи, Бруа и Ирсюин в Швейцарии.
После смерти отца был отправлен во Францию, где Карл IX, в рассуждении заслуг Франсуа де Лабома, дал графу де Монревелю должность штатного дворянина Палаты короля (6.08.1567). После смерти герцога де Монморанси его ордонансовая рота из 60 копий была разделена Генрихом III, передавшим половину графу де Монревелю, пожалованному в капитаны грамотой, данной в Париже 8 мая 1579.
В качестве лейтенанта виконта де Шатоклу участвовал в битве при Иссуаре в Оверни в 1590 году, и был взят в плен вместе с виконтом и графом де Ранданом. В 1593 году командовал полком из 1500 человек при осаде Женевы герцогом Савойским.
После смерти своего тестя получил должности великого гродария и генерал-полковника пехоты графства Бургундского. Был первым дворянином у герцога Савойского, капитаном 250 копий на службе его католического величества, а также лагерным маршалом и генеральным наместником графства Бургундского.
28 мая 1595 составил завещание в Пеме, назначив душеприказчиком Франсуа де Вержи, графа де Шамплита, губернатора Франш-Конте. Убит в том же году при обороне Везуля, осажденного франко-лотарингскими войсками после начала франко-испанской войны.

## Семья
Жена (20.02.1583, замок Лолан): Николь де Монмартен, единственная дочь и наследница барона Филибера де Монмартена и Клодин де Понтайе. Составила завещание 13.01.1594
Дети
- Клод-Франсуа де Лабом (1584—1621), граф де Монревель. Жена (1602): Жанна д'Агу де Монтобан, дочь Франсуа-Луи д'Агу де Монтобана, графа де Со, и Кристины д'Агер, дамы де Вьен
- Филибер де Лабом (26.03.1586, Корлау — 1613), маркиз де Сен-Мартен. Пожалован в рыцари Альбрехтом VII Австрийским при осаде Остенде 3.03.1602. Командовал ротой из 60 господ на службе герцога Савойского. Заключил соглашение со старшим братом 11.06.1608. Умер в результате падения с лошади во время погони за оленем, погребен в Пеме. Жена: Ламбертина де Линь (1593—1651), дама де Виллер и Мессереникот, дочь принца Ламораля де Линя и Мари де Мелён
- Клодин-Проспер де Лабом (31.05.1588—?). Муж (20.08.1608, замок Корлау): Клод де Ри, барон де Балансон, генерал артиллерии, губернатор Намюра
- Маргарита де Лабом (20.08.1590—?), аббатиса в Сент-Андош-д'Отён
- Жан-Батист де Лабом (1593—1641), маркиз де Сен-Мартен-ле-Шатель. Жена (1640): Ламбертина де Линь (1593—1651), дама де Виллер и Мессереникот, дочь принца Ламораля де Линя и Мари де Мелён